# Приимково
Прии́мково — село в Ростовском районе Ярославской области.

## История
В древности — вотчина князей Ростовских-Приимковых из рода Рюриковичей.
В XV в. сельцо Приимково было продано князем Дмитрием Приимковым ближнему боярину великого князя Ивана III Андрею Михайловичу Плещееву. Впервые сельцо Приимково упоминается в 1491 г., в духовной грамоте, по которой Андрей Михайлович Плещеев завещает село сыну Михаилу. После Михаила Андреевича Плещеева селом владели его сыновья Дмитрий и Фёдор, от которых сельцо Приимково было взято «к дворцовому селу Великому».
Пятиглавая церковь Рождества Богородицы с колокольней была построена прихожанами в 1781 году. В 1874 году в селе открылась школа.
До Октябрьской революции — центр Приимковской волости, в которую входили сёла Никольское и Семибраты-Макарово, а также деревня Ломы.

## Население
| 1859 | 1914 | 2007 | 2010 |
| ---- | ---- | ---- | ---- |
| 239  | ↗300 | ↘9   | ↘0   |

В XIX веке А. А. Титов писал про «33 двора и 101 рев. душе, при 102 наделах».

## Персоны
- Красотин, Алексей Павлович (2 июня 1920 года, Приимково — 10 февраля 2021 года) — советский актёр театра, заслуженный артист РСФСР. Родился в Приимково.